# Połąga
Połąga (lit. Palanga wymowaⓘ, żmudz. Palonga, łot. Palanga, niem. Polangen) – miasto w zachodniej części Litwy, nad Morzem Bałtyckim. Największy i najbardziej znany litewski kurort.
Miejskie władze realizują projekt Szlak bursztynowy finansowany przez UE. W dawnym pałacu Tyszkiewiczów znajduje się muzeum bursztynu.

## Historia
Miejscowe dobra należały do ekonomii stołu królewskiego będąc własnością króla. W 1529 stały się stolicą jednego z traktów Księstwa Żmudzkiego. Własnością królewską Połąga przestała być podczas sejmu w latach 1773–1775, gdy nadano ją biskupowi wileńskiemu Ignacemu Massalskiemu. Później, drogą koligacji rodzinnych, przeszła na własność Potockich i Niesiołowskich.
Prawa miejskie od 1791 roku. W wyniku rozbiorów Połąga znalazła się po 1795 r. w granicach Imperium Rosyjskiego, najpierw w guberni wileńskiej, a od 1819 r. guberni kurlandzkiej.
W lipcu 1821 roku w Połądze spędził 10 dni Adam Mickiewicz. Swój pobyt powtórzył w lecie 1824 roku mieszkając w rybackiej chacie, na miejscu której stoi obecnie dom kultury.
W 1824 kupił Połągę Michał Tyszkiewicz i w rękach tej rodziny pozostała do 1940.
W latach osiemdziesiątych XIX wieku hrabia Józef Tyszkiewicz zbudował przystań (1884–1889), a następnie powstało drewniane molo (1892). Uzdrowisko w Połądze założyli Feliks i Antonina Tyszkiewiczowie. Szybko stało się popularne w polskich kręgach artystycznych i nazywano je w folderach reklamowych „Nadbałtyckim Zakopanem”. Bywali w nim Stanisław Witkiewicz, który malował tu pejzaże marynistyczne i zaprojektował dla Połągi w polskim stylu narodowym dom zdrojowy (niezrealizowany). Witraże w kościele wykonał słynny warsztat Żeleńskich z Krakowa – zaprojektował je Stefan Matejko (bratanek Jana). W Połądze bywali Lucjan Rydel, Tadeusz Miciński i malarz Leon Wyczółkowski. Ze względów patriotycznych polska elita kulturalna nadawała powstającym willom imiona pochodzące z „Trylogii” Henryka Sienkiewicza.
Latem 1905 roku Władysław Reymont wynajmował pokoje w willi „Olga”, gdzie pisał III część powieści „Chłopi”, za którą otrzymał później Nagrodę Nobla. Pracował również w Połądze nad nowelami „Ave Maria”, „Tęsknota”, „Burza”, „Na krawędzi” i „Z konstytucyjnych dni”. Zespół XIX-wiecznej drewnianej zabudowy nadmorskiego uzdrowiska zachował się do czasów współczesnych.
Na początku XX w. Połąga stała się jednym z największych światowych centrów przetwarzania bursztynu. Po 1918 roku Połąga została włączona do nowo powstałej Republiki Litewskiej i stała się praktycznie niedostępna dla Polaków, co spowodowało, że większość rezydencji zmieniła właścicieli. W odrestaurowanym w 1963 neoklasycystycznym pałacu Tyszkiewiczów utworzono Muzeum Bursztynu – największe na świecie. W parku znajduje się Góra Biruty – według powstałej dla turystów legendy pochowana jest tam kapłanka porwana i poślubiona przez Kiejstuta.
Historia działań wojennych związanych z Połągą
W okresie insurekcji kościuszkowskiej Połąga 15 maja 1794 roku zajęta została przez wojska generała majora powiatu telszeńskiego Antoniego Wojtkiewicza. Zorganizowano w mieście straż morską złożoną z kilkudziesięciu batów (dużych jednomasztowych łodzi), które obsadzili miejscowi rybacy i wieśniacy. Dowódcą straży morskiej został rotmistrz Benedykt Łabanowski. Straż morska 25 maja zdobyła niedaleko Połągi pruską szmagę (niewielki statek handlowy). Podczas zdobywania tej jednostki odznaczył się połągowski wieśniak Łukasz Kalinowski, który rzucił się w morze i pierwszy wdarł się na pokład statku. Z pomocą zdobytej szmagi powstańcy 27 maja zdobyli statek rosyjski i wzięli do niewoli znajdującego się na nim kuriera. Kolejny atak na statek rosyjski nie był jednak udany – podczas walki kilka batów straży morskiej zostało zatopionych, a do niewoli dostało się 18 powstańców (wśród nich Kalinowski). Kalinowski po niedługim czasie uciekł z niewoli, a za okazane męstwo otrzymał stopień chorążego.
W okresie powstania listopadowego Połąga stanowiła ważny punkt, przez który powstańcy mogli zaopatrywać się drogą morską w broń zakupioną w Europie Zachodniej. Miasto powstańcy zaatakowali po raz pierwszy 30 marca 1831 od strony Dorbian. Kolejny, większy atak przeprowadzono na początku kwietnia – wtedy naczelnik zachodniej parafii powiatu telszewskiego Jagiełłowicz opanował miasto. Garnizon rosyjski zmuszony został do odwrotu do Prus Wschodnich, ale po wzmocnieniach wrócił i 8 kwietnia ponownie zajął Połągę. Na początku maja, realizując żądanie emisariuszy przybyłych z Warszawy, na Połągę skierował swe oddziały naszelnik siły narodowej powiatu telszewskiego generał Onufry Jacewicz. Zamierzał on uderzyć na Połągę 10 maja wojskiem liczącym 1800 żołnierzy. Jego akcję uprzedzili Rosjanie, atakując powstańców pod Dorbianami. Ostatecznie Rosjanie zostali odrzuceni, ale atak na Połągę nastąpił później niż planowano, bo 13 maja. Został on odparty, a ponieważ Rosjanie zaczęli odnosić sukcesy na Żmudzi, Jacewicz wycofał się do lasów retowskich. Szturmy oddziałów polskich na miasto 10 i 13 maja 1831 zyskały miano bitwy pod Połągą
Do kolejnej próby opanowania Połągi doszło podczas wyprawy Giełguda na Litwę. Atak na Połągę wynikał z rozkazu, jaki otrzymał Antoni Giełgud, który idąc z głównymi siłami na Wilno, wydzielił grupę pułkownika J. Szymanowskiego i skierował go na Połągę. Akcję tę powstrzymała bitwa pod Szawlami, a atak na Połągę ostatecznie udaremniło przejście wojsk polskich do Prus Wschodnich w dniach 13–15 lipca. Statek z zakupioną bronią, który opuścił Anglię 14 lipca, pojawił się pod Połągą 25 lipca, ale ponieważ zastał tam wojska rosyjskie, musiał zawrócić.
W okresie II wojny światowej
- W 1939 w Połądze znajdował się obóz przejściowy dla Polaków internowanych po ataku ZSRR na Rzeczpospolitą.
- Podczas okupacji hitlerowskiej, w lipcu 1941 roku Niemcy utworzyli getto dla żydowskich mieszkańców. Przebywało w nim około 300 osób. We wrześniu 1941 roku Niemcy zlikwidowali getto, a Żydów zamordowano w lesie Kunigiškiai. Sprawcami zbrodni było Gestapo z Kretyngi i Kłajpedy, oraz litewskie służby bezpieczeństwa[4].
- 10 października 1944 wojska 1 Frontu Bałtyckiego odcięły w rejonie Połągi niemiecką grupę Armii Północ od Prus Wschodnich.

## Pałac
- W latach 1895–1897 na sztucznym wzgórzu został wzniesiony piętrowy pałac Feliksa Tyszkiewicza z kaplicą krytą kopułą po lewej stronie[5], ogrodem botanicznym i parkiem o powierzchni 72 ha. Założenie ogrodowe powstało według projektu Édouarda André. Park (obecnie 86 ha) ma charakter regularno-krajobrazowy.

## Komunikacja
- Port lotniczy Połąga

## Galeria

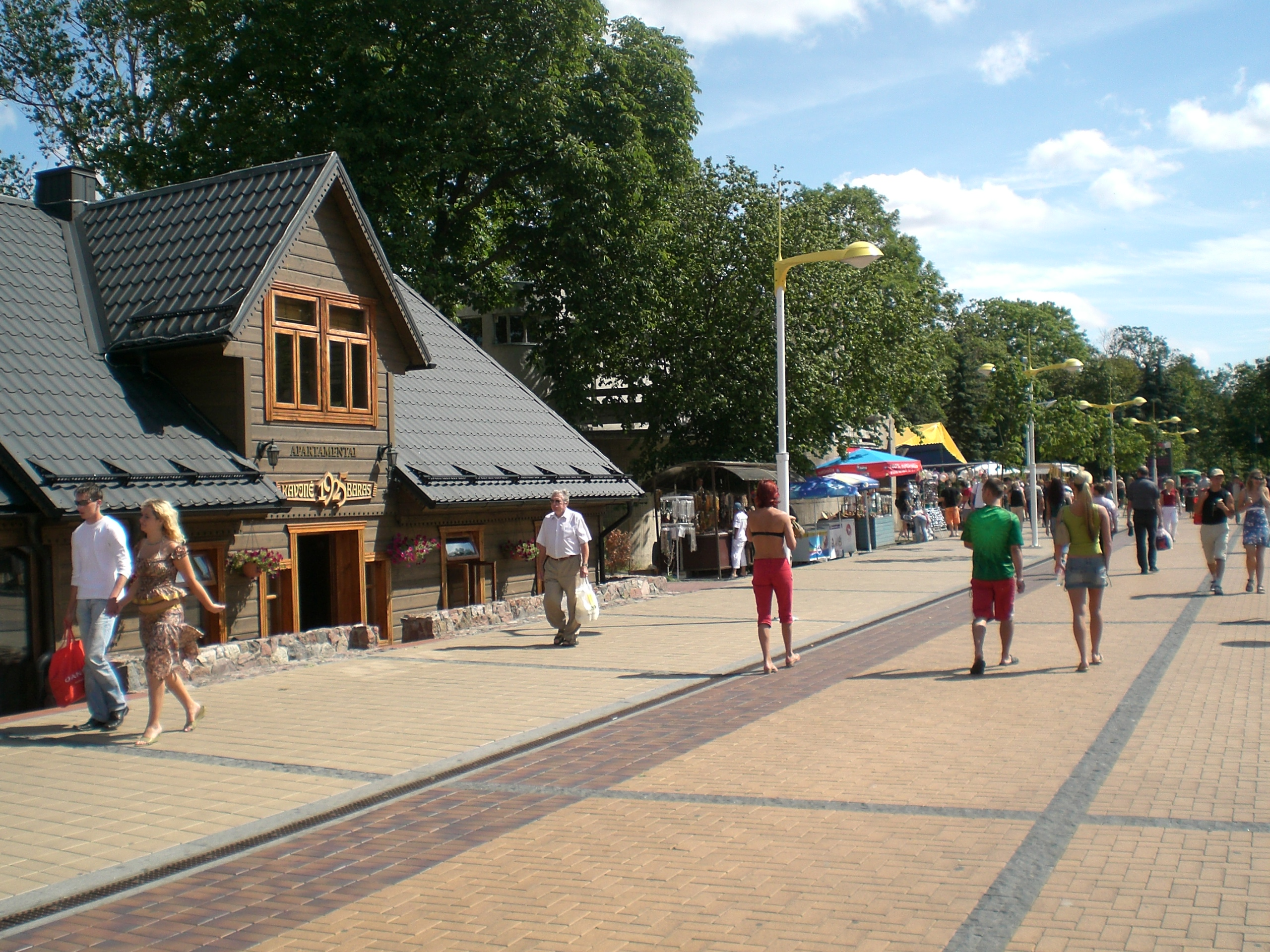
Deptak
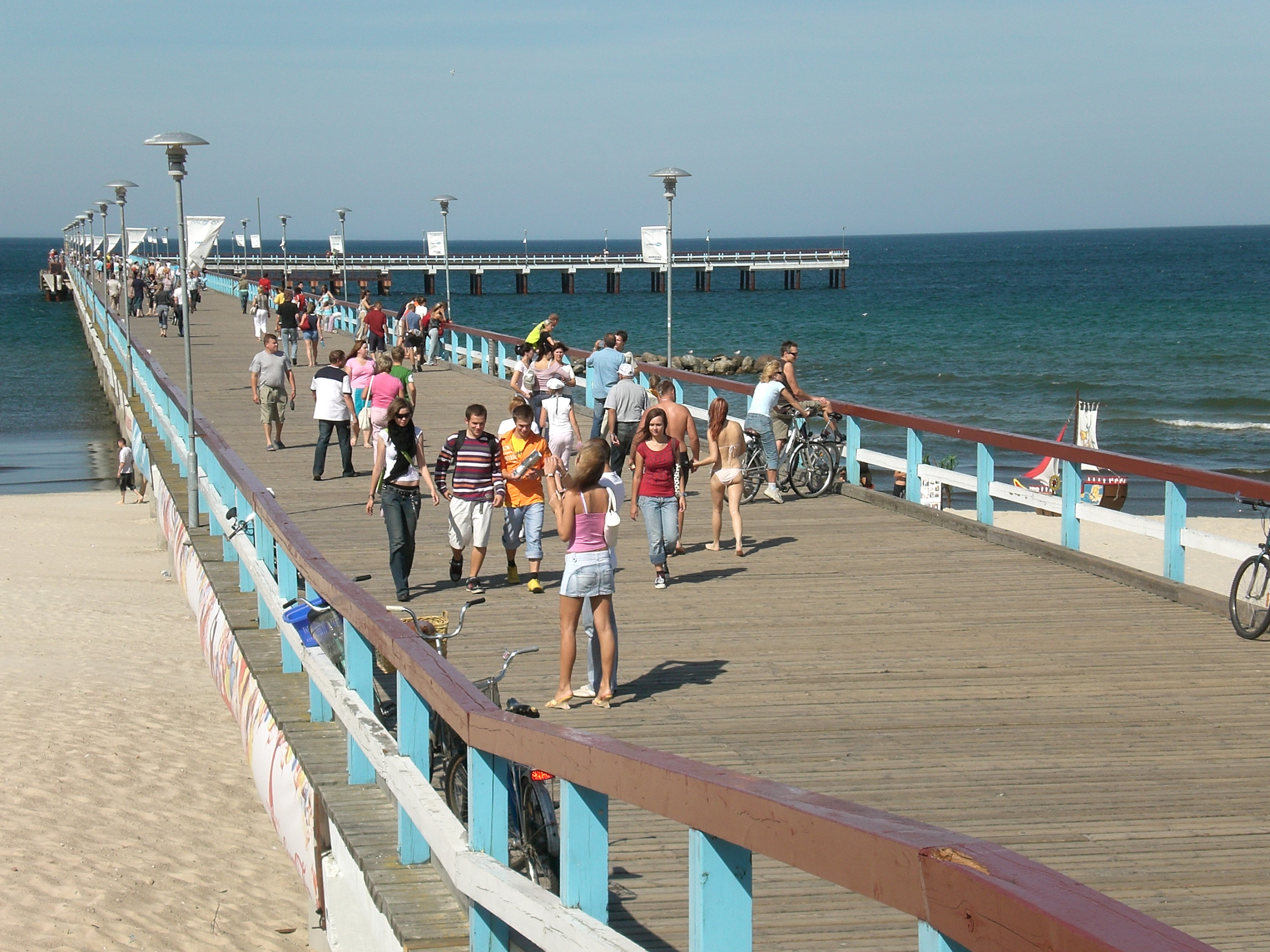
Molo Tyszkiewicza
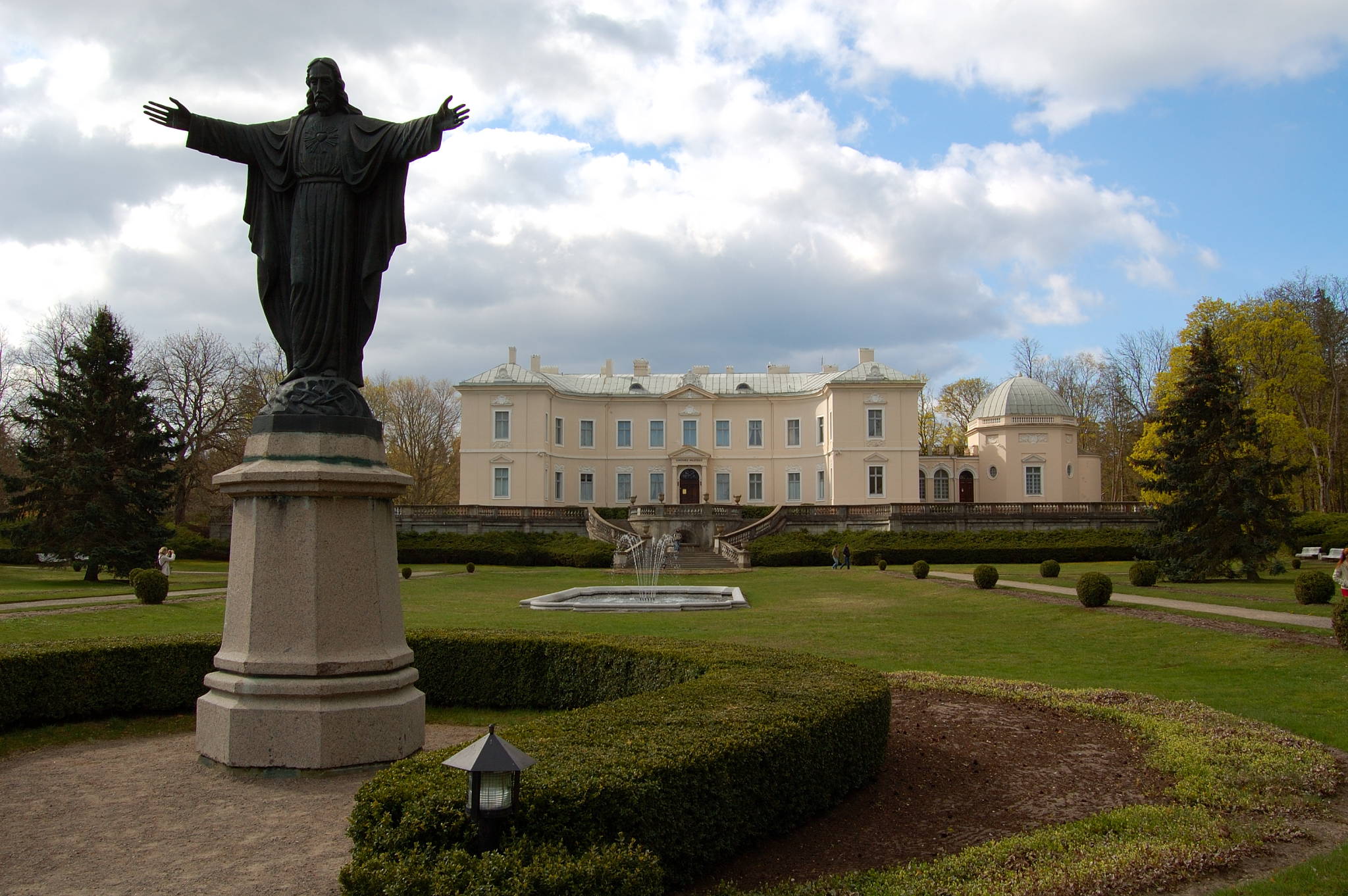
Pałac Tyszkiewiczów (obecnie Muzeum Bursztynu)
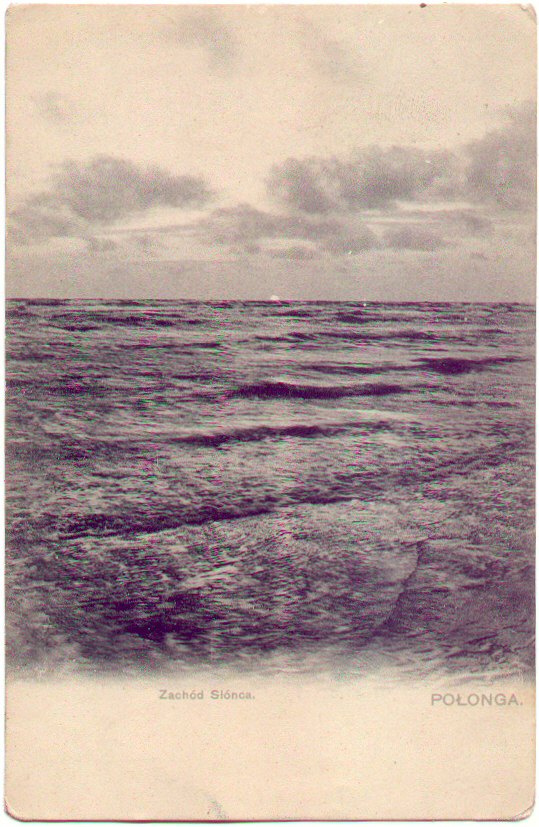
Połąga, polska kartka pocztowa, pocz. XX w.
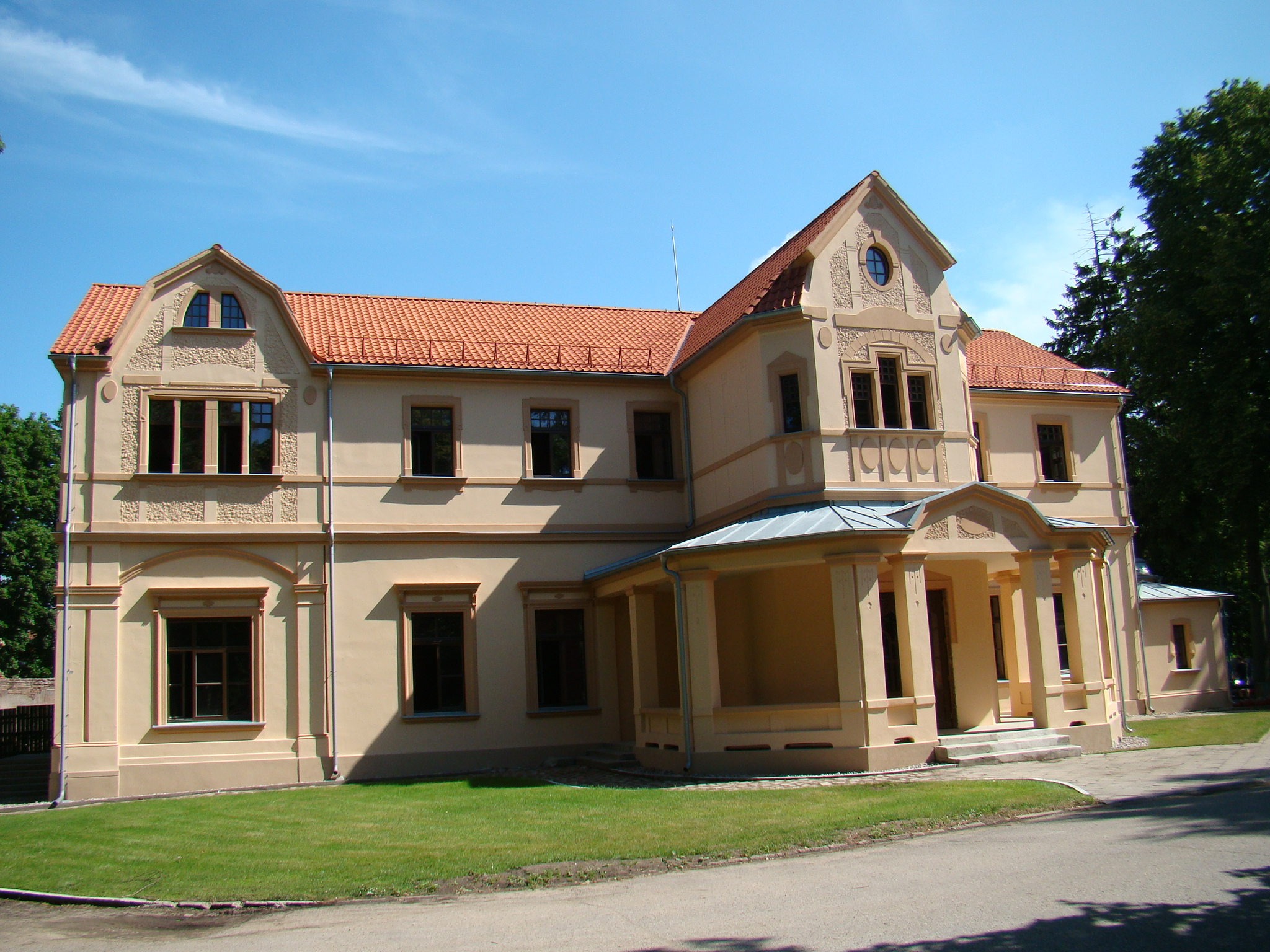
Kurhaus
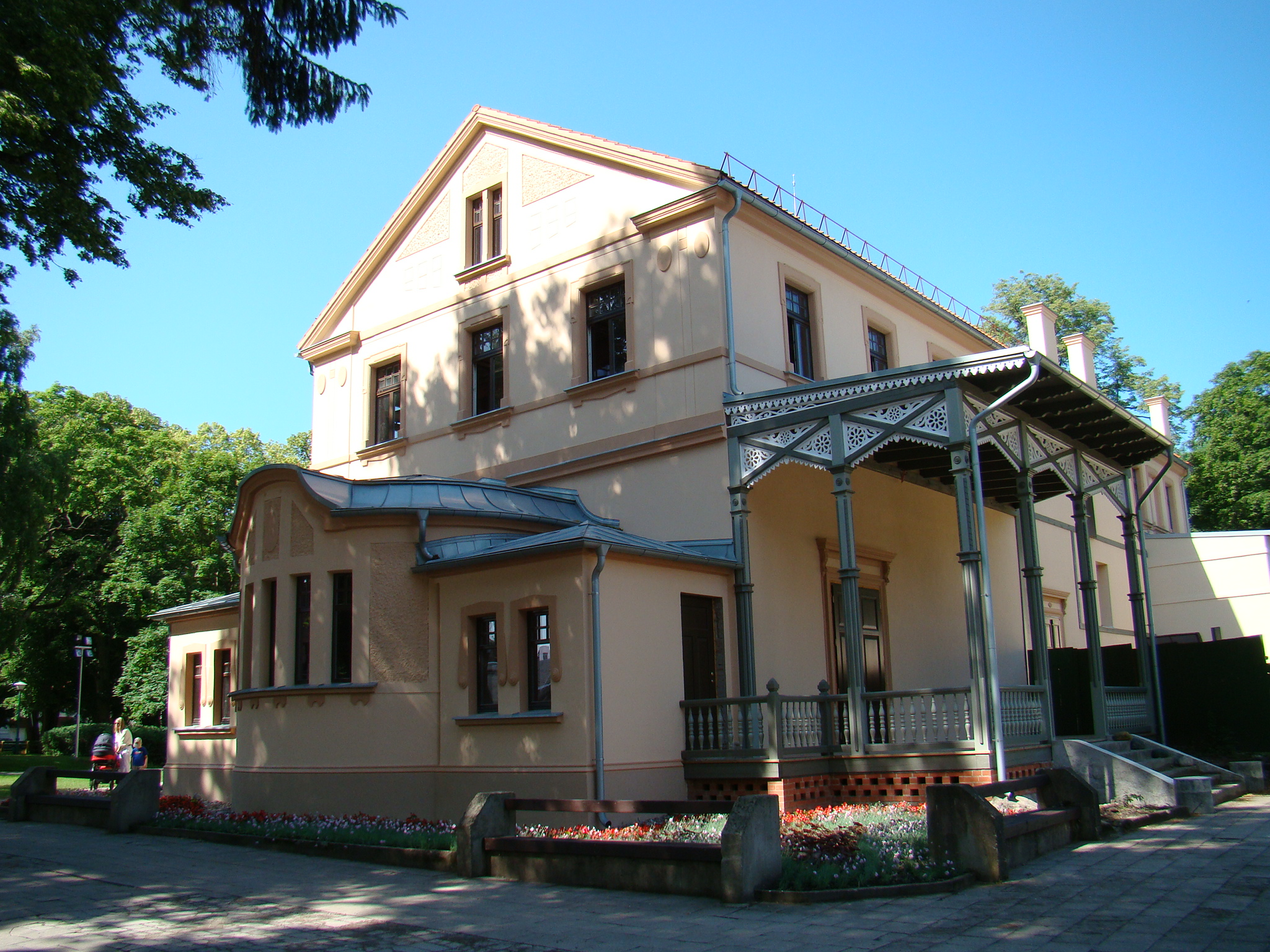
Willa drewniana
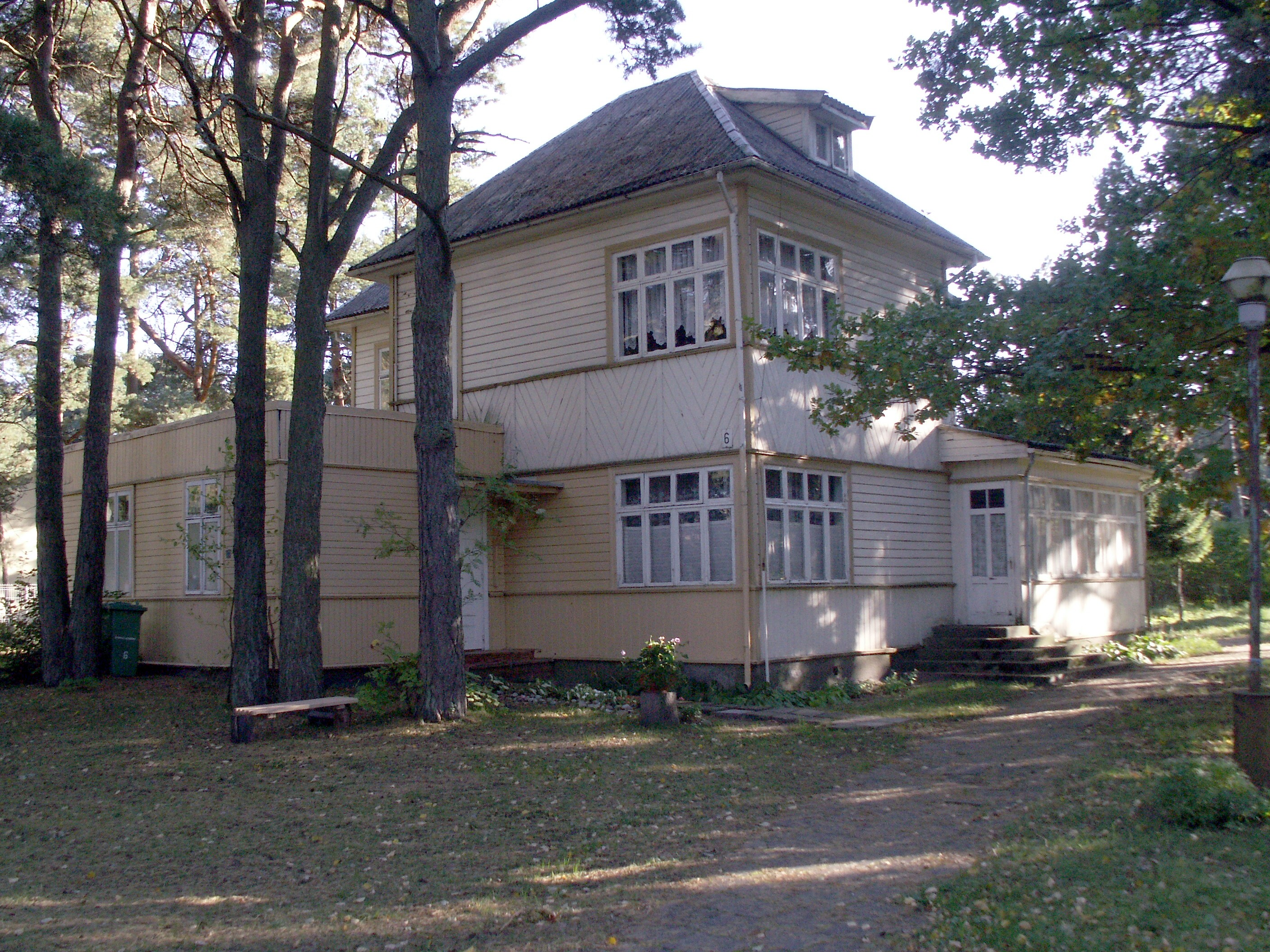
Willa drewniana
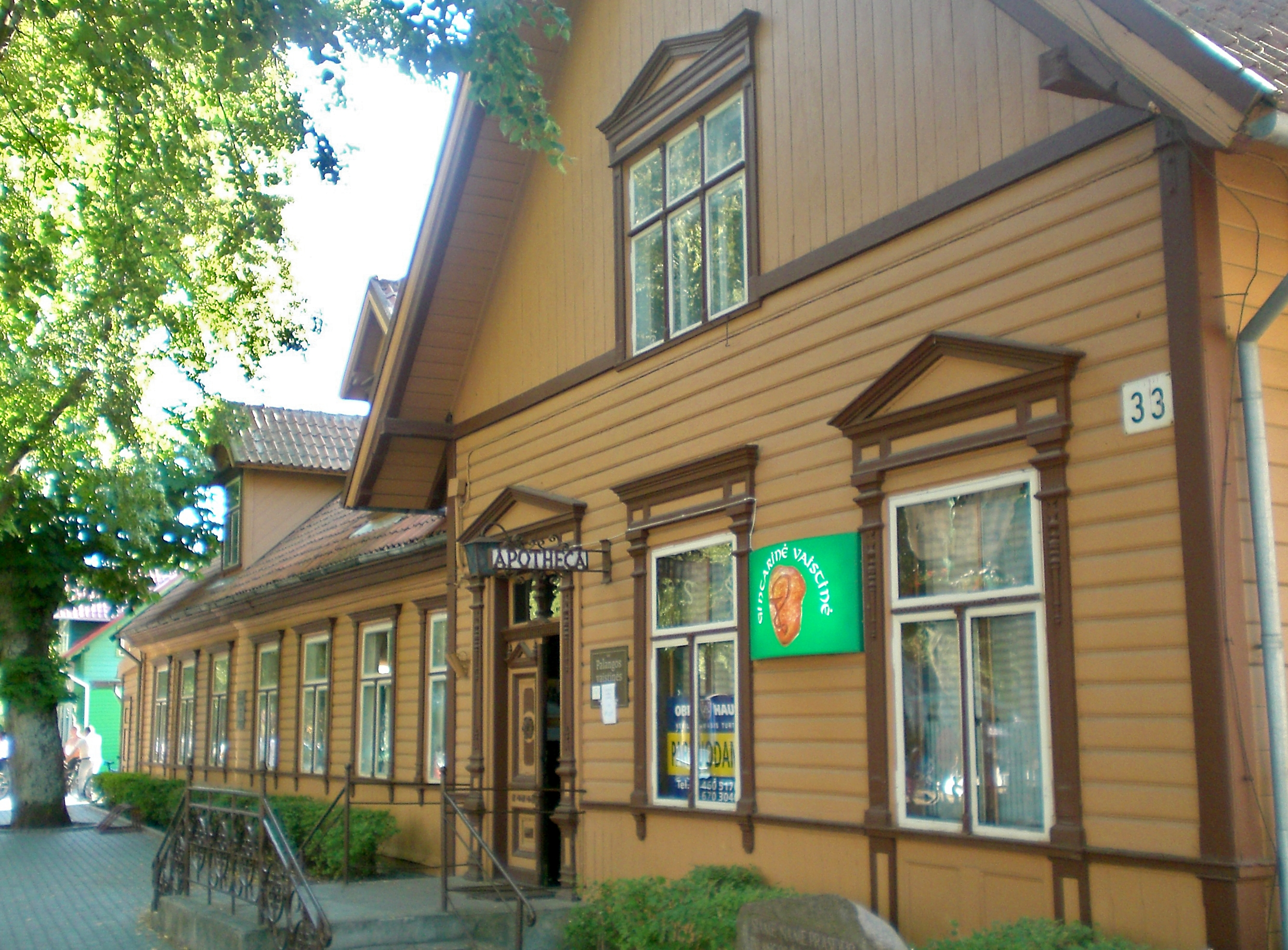
Apteka z XIX wieku
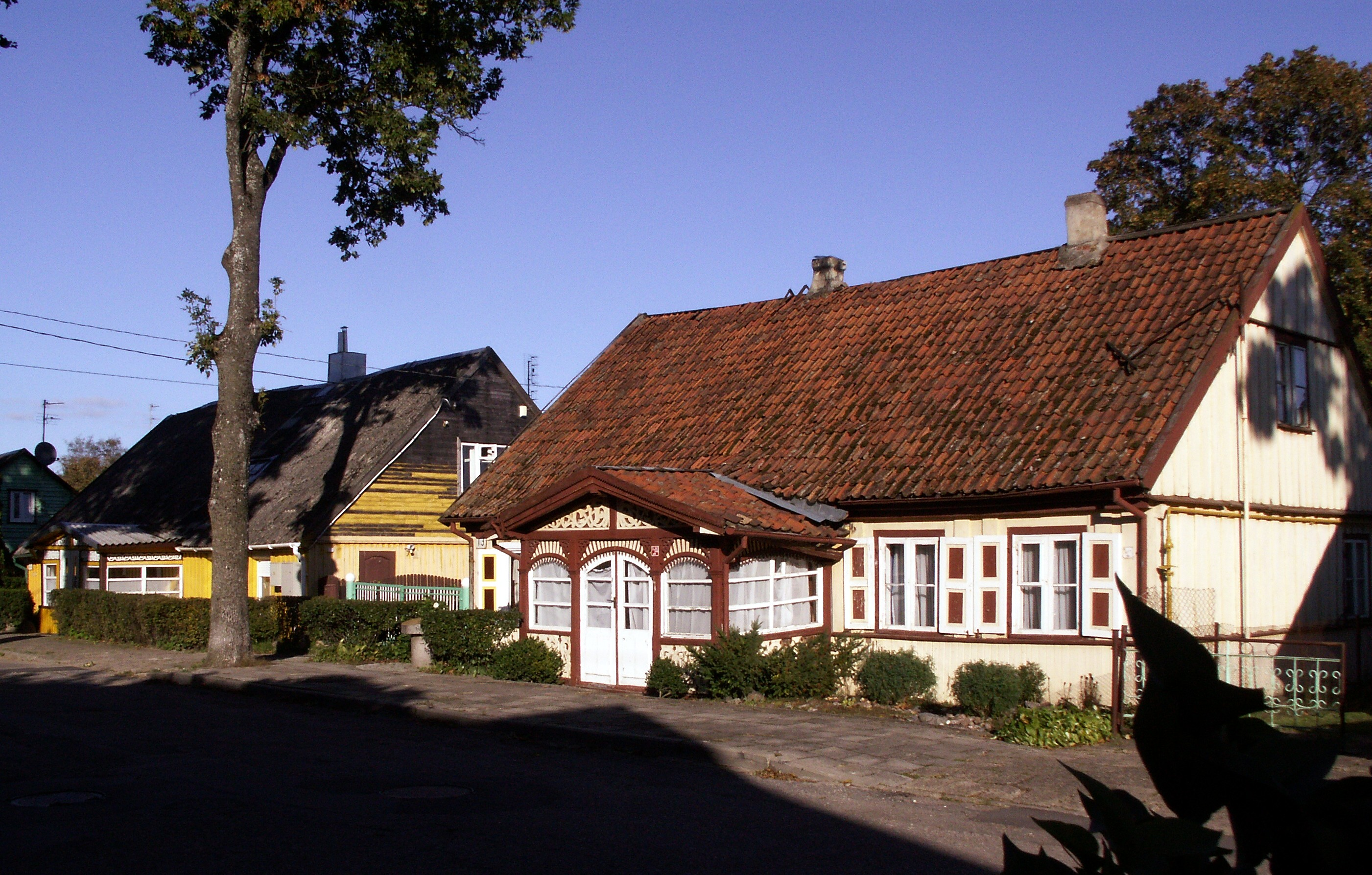
Stara chałupa
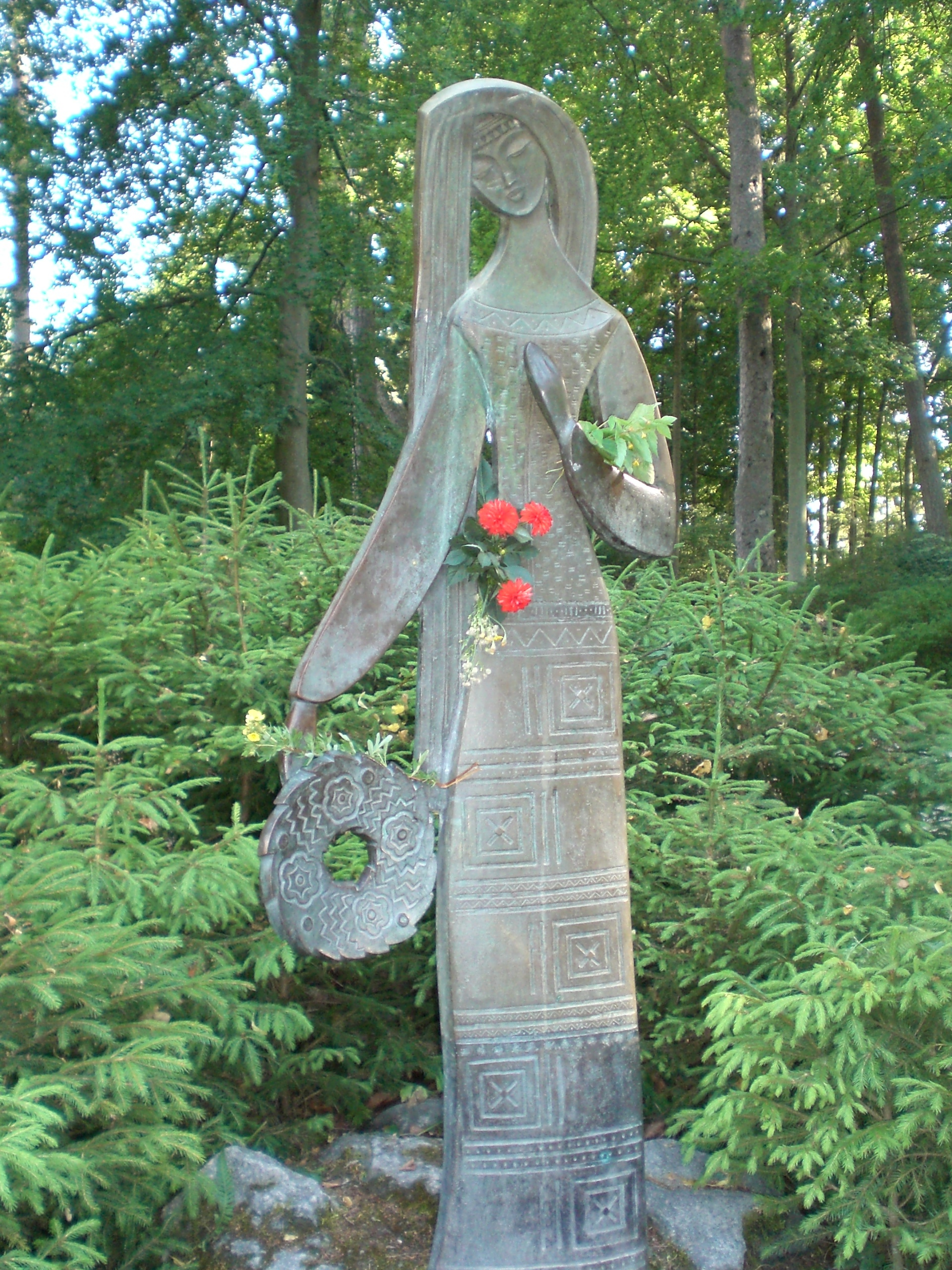
Rzeźba Biruty

## Zabytki
- Pałac Tyszkiewiczów w Połądze
- Kościół Wniebowzięcia Najświętszej Marii Panny w Połądze
- Cerkiew Iwerskiej Ikony Matki Bożej w Połądze
- Kurhaus
- Apteka z 1825 roku
- Kaplica św. Jerzego z 1869 roku w stylu neogotyckim na Górze Biruty
- Park Botaniczny
- Drewniane wille

## Miasta partnerskie
- Simrishamn  Szwecja
- Frederiksberg  Dania
- Parnawa  Estonia
- Jurmała  Łotwa
- Lipawa  Łotwa
- Łódź  Polska
- Ustka  Polska